# 小沼治夫
小沼 治夫（こぬま はるお、1899年（明治32年）1月1日 - 1989年（平成元年）1月17日）は、日本の陸軍軍人。最終階級は陸軍少将。

## 経歴
栃木県出身。小学校教師・小沼茂助の長男として生まれる。佐野中学校（現栃木県立佐野高等学校・附属中学校）、仙台陸軍地方幼年学校、中央幼年学校を経て、1920年（大正9年）5月、陸軍士官学校（32期）を卒業。同年12月、歩兵少尉に任官し歩兵第30連隊留守隊付となる。歩兵第30連隊付、仙台陸軍教導学校付などを経て、1931年（昭和6年）11月、陸軍大学校（43期）を卒業し歩兵第30連隊中隊長に就任した。
1932年（昭和7年）12月、参謀本部付勤務となり、参謀本部員を務め、1935年（昭和10年）8月、歩兵少佐に進級した。1937年（昭和12年）8月、北支那方面軍第2軍参謀に発令され日中戦争に出征。1938年（昭和13年）3月、歩兵中佐に昇進した。同年5月、陸大教官兼参謀本部員に発令されて帰国し、1940年（昭和15年）8月、歩兵大佐に昇進。
1940年12月、参謀本部戦史課長兼陸大教官に就任。1942年（昭和17年）9月、第17軍高級参謀として太平洋戦争に出征。ガダルカナル島の戦いの指導を行う。1943年（昭和18年）5月、陸大教官に発令されて帰国し、1944年（昭和19年）8月、陸軍少将に進んだ。同年12月、第14方面軍参謀副長に転じ、フィリピンの戦いの指導に従事。1945年（昭和20年）4月、陸大付に発令され、同年6月、東京に帰着。同月、東部軍司令部付となり、同年8月、東部軍管区兼第12方面軍参謀副長に就任して終戦を迎えた。
1945年9月、大本営参謀を兼務し、同年11月、陸軍省軍務局付となる。同年12月、第一復員省官房俘虜関係調査部次長に就任し、1947年（昭和22年）4月に退官した。同年11月28日、公職追放仮指定を受けた。
その後、1958年（昭和33年）1月から1970年（昭和45年）5月まで電通印刷所（現電通テック）社長を務めた。